# Ярославичская сельская община
Ярославичская сельская община (укр. Ярославицька сільська громада) — территориальная община в Дубенском районе Ровненской области Украины.
Административный центр — село Ярославичи.
Население составляет 2567 человек. Площадь — 107,9 км².
В соответствии с распоряжением Кабинета Министров Украины от 12 июня 2020 года, в состав общины вошла территория Новоукраинского и Ярославичского сельских советов упразднённого Млиновского района.

## Населённые пункты
В состав общины входит 10 сёл:
- Ярославичи
  - Боремец
  - Великая Городница
  - Подлесцы
  - Чекно
  - Яловичи
- Новоукраинский старостинский округ:
  - Зоряное
  - Надчицы
  - Новоукраинка
  - Свищев